# 国鉄ミ600形貨車
国鉄ミ600形貨車（こくてつミ600がたかしゃ）は、かつて日本国有鉄道（国鉄）およびその前身である鉄道省等に在籍した水運車（水槽車）である。

## 概要
1938年（昭和13年）3月から1939年（昭和14年）3月にかけてセムフ1形石炭車を種車として10 t積み水運車が15両（ミ600 - ミ614）製作され、形式名はミ600形と定められた。製造所は五稜郭工場、釧路工場、若松工場の3か所であった。落成後札幌鉄道局、門司鉄道局にのみ配属された。後に門司鉄道局に配属された車両は全て北海道内に所属替えとなり全車が北海道内ににて生涯を終えた。
塗色は、黒であり、寸法関係は全長は6,084 mm、全高は3,047 mm、軸距は3,500 mm、自重は6.2 t - 7.0 t、換算両数は積車1.6、空車0.6である。
1958年（昭和33年）3月20日に最後まで在籍したミ605が廃車となり同時に形式消滅となった。最終配置は中標津駅であった。

### 車番履歴
| ミ600形 | 種車      | 改造年月    | 改造工場 | 配置局 |
| ------- | --------- | ----------- | -------- | ------ |
| ミ600   | セムフ412 | 昭和13年3月 | 五稜郭   | 札幌局 |
| ミ601   | セムフ488 | 昭和13年3月 | 五稜郭   | 札幌局 |
| ミ602   | セムフ450 | 昭和13年3月 | 五稜郭   | 札幌局 |
| ミ603   | セムフ452 | 昭和13年3月 | 五稜郭   | 札幌局 |
| ミ604   | セムフ146 | 昭和13年3月 | 釧路     | 札幌局 |
| ミ605   | セムフ225 | 昭和13年3月 | 釧路     | 札幌局 |
| ミ606   | セムフ424 | 昭和13年3月 | 釧路     | 札幌局 |
| ミ607   | セムフ284 | 昭和14年3月 | 若松     | 門司局 |
| ミ608   | セムフ375 | 昭和14年3月 | 若松     | 門司局 |
| ミ609   | セムフ455 | 昭和14年3月 | 若松     | 門司局 |
| ミ610   | セムフ416 | 昭和14年3月 | 若松     | 門司局 |
| ミ611   | セムフ498 | 昭和14年3月 | 若松     | 門司局 |
| ミ612   | セムフ420 | 昭和14年3月 | 若松     | 門司局 |
| ミ613   | セムフ550 | 昭和14年3月 | 若松     | 門司局 |
| ミ614   | セムフ463 | 昭和14年3月 | 若松     | 門司局 |